# Shenzhen Open 2018
Das Shenzhen Open 2018 ist der Name eines Tennisturniers der WTA Tour 2018 für Damen sowie eines Tennisturniers der ATP World Tour 2018 für Herren in Shenzhen. Das Damenturnier fand vom 1. bis 6. Januar, das Herrenturnier vom 24. September bis 1. Oktober 2018 statt.

## Herrenturnier
→ Qualifikation: Shenzhen Open 2018/Herren/Qualifikation

## Damenturnier
→ Qualifikation: Shenzhen Open 2018/Damen/Qualifikation